# Vlag van Sankt Vith
De vlag van Sankt Vith is de gemeentelijke vlag van de Luikse gemeente Sankt Vith. De vlag kan als volgt worden beschreven:
Drie verticale banen van rood-wit-rood (1:3:1), met de witte baan belast met de leeuw uit het gemeentewapen.
De kleuren van de vlag en de leeuw zijn afkomstig uit het gemeentewapen.